# Trosaån
Trosaån ist ein etwa 12 km langer Fluss, der am See Sillen im südöstlichen Sörmland entspringt. Er fließt durch die Kleinstadt Vagnhärad und mündet schließlich in Trosa in die Ostsee.
1997 rutschten bei einem Erdrutsch etliche Häuser der Stadt Vagnhärad in den Trosaån. 